# ハママツナ
ハママツナ（浜松菜、学名：Suaeda maritima）はヒユ科の一年草。海岸の砂地によく自生し、茎の高さは20cm-60cm程度。線状の長さ2,3cm程度のマツに似た葉を持ち、花弁を持たず、背面には稜がある。9-10月が花の時期。